# Muirfield (montagna sottomarina)
Il Muirfield è una montagna sottomarina localizzata nell'Oceano Indiano circa 70 miglia nautiche (130 chilometri) a sud-ovest delle Isole Cocos. Le Isole di Cocos sono territorio australiano, e perciò anche il Muirfield è incluso nella Zona Economica Esclusiva dell'Australia.

## L'incidente della MV Muirfield
Il Muirfield fu scoperto accidentalmente nel 1973 dopo che la nave mercantile "MV Muirfield" (da Muirfield, campo da golf in Scozia), la quale stava navigando in acque che in base alle carte nautiche avrebbero dovuto essere profonde più di 5000 metri, urtò improvvisamente un oggetto sconosciuto subendo un danno esteso alla chiglia. 
In seguito  venne localizzato nel 1983 dall'"HMAS Moresby", una nave della Reale marina militare australiana che si era recata in loco per studiare l'area dell'incidente. Il monte, appartenente all'arcipelago Cocos, aveva un diametro di circa 1,5 miglia nautiche, ma la sommità era posta appena 16-18 metri sotto la superficie del mare. Si riconobbe da allora che i monti sottomarini possono costituire anche un inatteso pericolo per la navigazione, sebbene la probabilità che passino inosservati ad una nave provvista di sonar appaia abbastanza bassa.